# Larry Clark
Larry Clark (* 19. ledna 1943 Tulsa) je americký fotograf a filmový režisér.

## Životopis
Narodil se v Tulse v Oklahomě a fotografování se věnoval od dětství; jeho matka byla profesionální fotografka, otec obchodní cestující, který trávil většinu času mimo domov. V letech 1961 až 1963 studoval na Laytonově škole umění v Milwaukee a v roce 1964 se usadil v New Yorku, záhy byl však odveden do armády a v letech 1964 až 1965 působil ve Vietnamské válce. V roce 1971 vydal knihu černobílých fotografií mladých lidí z okraje společnosti (drogy, zbraně), nazvanou Tulsa. Sám dlouhodobě bral drogy. Další fotografickou knihu vydal v roce 1983 pod názvem Teenage Lust. V roce 1993 režíroval videoklip k písni „Solitary Man“ Chrise Isaaka a o dva roky později měl premiéru jeho první celovečerní film Kids podle scénáře Harmonyho Korinea. Film sleduje jeden den v životě skupiny newyorské mládeže oddávající se drogám a sexu. Mezi jeho další filmy patří Feťáci (1998), Šikana (2001), Ken Park (2002; ve spolupráci s Edwardem Lachmanem) a The Smell of Us (2014). Přispěl do povídkových filmů Destricted (2006) a 42 One Dream Rush (2010).